# Pachnoda vitticollis
Pachnoda vitticollis är en skalbaggsart som beskrevs av Moser 1914. Pachnoda vitticollis ingår i släktet Pachnoda och familjen Cetoniidae. Inga underarter finns listade i Catalogue of Life.